# 大岩戸義之
大岩戸 義之（おおいわと よしゆき、1981年5月18日 - ）は、山形県東田川郡藤島町（現：鶴岡市）出身で八角部屋に所属した元大相撲力士。本名は上林 義之（かんばやし よしゆき）、愛称はカン。現役時代の体格は身長179cm、体重145.5kg、血液型はA型。得意手は突き、押し。最高位は東前頭16枚目（2013年3月場所）。

## 人物

### アマチュア時代・大相撲入門
鶴岡市立朝暘第三小学校4年生から相撲を始め、鶴岡第一中学校では柔道部に所属しながら地元の相撲道場・鶴岡相撲クラブに通った。山形県立加茂水産高校から相撲部に所属し、近畿大学では4年生の時に全国学生相撲選手権大会に優勝して学生横綱を獲得するとともに主将を務めた団体戦も制し、2冠に輝いた。 当初は教員志望だったが幕下15枚目格付出の資格を得て、また、知人に八角親方（横綱・北勝海）を紹介され、高校2年生の時に八角部屋の北海道合宿にも参加した縁もあり、大学卒業と同時に八角部屋に入門して、2004年3月場所に東洋大学を卒業後公務員生活を経て東関部屋に入門した横山英希（後の十両高見藤）と同時に、幕下15枚目格付出で初土俵を踏んだ。前相撲から入門した大学相撲部出身の同期生は、日本大学を中退して錣山部屋に入門した山本洋介（後の小結豊真将・年寄立田川）、東洋大学から春日野部屋に入門した木村守（後の幕内木村山・年寄岩友）、東洋大学から入間川部屋に入門した磯部洋之（後の幕内磋牙司）、日本大学から三保ヶ関部屋に（元小結濱ノ嶋こと尾上親方の内弟子として）入門した里山浩作（後の幕内）及び白石信広（後の十両白乃波）。

### 大相撲入門後
幕下付出デビューの2004年3月場所は負け越してしまったが、翌場所以降勝ち越しを続け、2005年5月場所に十両に昇進した。突き、押しが得意ではあるが、やや立合いが遅い所があり十両では1回の勝ち越しにとどまり、2006年1月場所に東十両13枚目で4勝11敗と大敗し幕下に陥落した。すぐに十両に復帰するも定着はできず、2006年11月場所を最後に十両の土俵から遠ざかっていたが、2010年3月場所では西幕下筆頭で4勝3敗と勝ち越し、翌5月場所で実に21場所ぶりに十両に復帰したが、またも定着には至らず、2場所連続で負け越し、同年9月場所で幕下へ降格した。
2011年5月技量審査場所は西幕下2枚目で勝ち越し、大相撲八百長問題で上位力士が大量に引退・解雇となったため翌7月場所の番付では約6年ぶりの自己最高位更新となる西十両8枚目まで一気に番付を上げたものの、3勝12敗と大敗して1場所で幕下からの出直しを余儀なくされた。翌9月場所から、四股名を上林義之（本名）から大岩戸義之に改めた。同場所を勝ち越し、5回目の十両昇進を決めて臨んだ翌11月場所では、5年2ヶ月（31場所）ぶりに十両の地位で勝ち越しを決めた。以降はようやく十両の地位に定着し、2012年3月場所では千秋楽まで十両優勝を争い、10勝5敗の好成績を挙げた。
2013年1月場所は西十両5枚目で9勝6敗。翌3月場所で新入幕（東前頭16枚目）。新十両から所要46場所での入幕は竹葉山（47場所）に続く戦後2位タイ（他に牧本、星岩涛）のスロー記録。だが同場所では5勝10敗と負け越して十両に陥落、結局幕内在位は同場所のみに終わった。その後も4場所十両の地位を維持したが、同年11月場所で東十両9枚目で3勝12敗と大敗して、以降は幕下の地位に留まった。翌2014年1月場所は1番相撲に勝っただけでその後を6連敗して1勝6敗の不振に終わった。翌3月場所は4勝3敗と5場所振りに勝ち越した。2015年3月場所は西幕下5枚目と関取復帰への希望が見えたが6番相撲で負け越しを確定させて3勝4敗。その後はたびたび幕下下位まで番付を落とすこともあったが、西幕下44枚目で迎えた2016年3月場所では1番相撲から6連勝、力士生活12年にして初の各段優勝を賭けた7番相撲で佐藤（現・貴景勝）と全勝同士の割が組まれたが、叩き込みで敗れて幕下優勝はならなかった。以降も幕下中位から下位の往復を続けていたが、西幕下34枚目で迎えた2017年5月場所で再び1番相撲から6連勝、7番相撲で岩崎（現・翔猿）と全勝同士の割が組まれ、今度は自身が勝って7戦全勝とし、力士生活13年にして初の幕下優勝を果たした。36歳0ヶ月での優勝は、2010年7月場所に幕下で優勝した十文字の34歳1ヶ月を抜いて、戦後最年長であった。自慢の突き、押しで攻め続けた若々しい取組に師匠の八角理事長も「最高の相撲だった。腐らずにやってきたからね」と最大級の賛辞を贈った。大岩戸が奮起した影には、幕下で低迷してもなお応援をやめなかった約500人の会員を持つ地元後援会の存在があった。大岩戸はここに至るまでについて「稽古は、若手に胸を借りるつもりでやっています。辞めようと思ったこともありますが、応援してくれる人の声が励みになる。だから続けています」と心境を語った。
それから1年後、2018年5月場所直前の5月11日に引退届を提出し、現役を引退。同年6月9日に両国国技館で断髪式を行った。断髪式での相撲甚句は一門外ながら親交のあった勢が担当。引退後は横須賀市内のレアメタル・貴金属回収業を行う会社で勤務することが決まっており、「現役生活の中で相手と面と向かって話した経験を営業で生かしたい」とコメントしている。出身地の山形県鶴岡市は大岩戸の息の長い相撲人生が「市の大きな誇りで、市民に希望と感動を与えた」として、11月に行われた後援会解散総会と引退披露パーティーの席上でスポーツ特別賞を贈った。

### 引退後
2019年2月16日放送のTBS「バース・デイ」で引退後に就職した金属リサイクル会社で働く姿が放送された。大学時代の先輩からの誘いで就職し、大型免許を取得し関東一円を走り回る毎日で、安定した収入が得られる有難みを噛みしめているという。
同年3月場所5日目の3月14日、AbemaTVによる大相撲中継の解説者として初出演した。以降、7月・11月、2020年3月・7月と地方場所(2020年7月は国技館開催)の解説を行っている。Abemaでの相撲解説の折は、他の解説者(花田虎上、旭道山など)とは現役時代が異なるため、対戦経験のある現役力士もおり、現在の相撲界の事情も分かっているため、リアリティーある解説が可能であることを意識して行っているという。勝った力士より負けた力士にスポットを当てた解説も心がけているという。
2020年3月に引退後に就職した金属リサイクル会社を退職し、相撲普及活動を通じた社会貢献活動を目的としたOffice Oōiwato （オフィス オオイワト）を設立、代表となった。相撲界とメディアをつなぐコンサルタント業や、相撲の基本の四股を生かした高齢者の運動機能向上への取り組み、また相撲解説や相撲に関する寄稿を行っている。出身地の地元紙である荘内日報で相撲に関するコラムを執筆するほか、同年8月31日、BLOGOSに初投稿を行った。

## 主な成績

### 通算成績
- 通算成績：383勝393敗4休 勝率.494
- 幕内成績：5勝10敗 勝率.333
- 十両成績：150勝195敗 勝率.435
- 現役在位：84場所
- 幕内在位：1場所
- 十両在位：23場所

### 各段優勝
- 幕下優勝：1回（2017年5月場所）

### 場所別成績
| | 一月場所 初場所（東京） | 三月場所 春場所（大阪） | 五月場所 夏場所（東京） | 七月場所 名古屋場所（愛知） | 九月場所 秋場所（東京） | 十一月場所 九州場所（福岡） |
| --- | ----------------------- | ----------------------- | ----------------------- | --------------------------- | ----------------------- | --------------------------- |
| 2004年 （平成16年） | x                       | 幕下付出15枚目 3–4      | 西幕下24枚目 4–3        | 東幕下20枚目 4–3            | 東幕下17枚目 5–2        | 西幕下8枚目 4–3             |
| 2005年 （平成17年） | 東幕下5枚目 5–2         | 西幕下筆頭 5–2          | 東十両11枚目 7–8        | 西十両12枚目 8–7            | 西十両9枚目 6–9         | 東十両12枚目 7–8            |
| 2006年 （平成18年） | 東十両13枚目 4–11       | 東幕下5枚目 5–2         | 東幕下筆頭 5–2          | 東十両12枚目 7–8            | 東十両13枚目 8–7        | 東十両12枚目 4–11           |
| 2007年 （平成19年） | 東幕下5枚目 3–4         | 東幕下9枚目 4–3         | 東幕下6枚目 2–5         | 西幕下17枚目 4–3            | 東幕下13枚目 1–2–4      | 東幕下34枚目 4–3            |
| 2008年 （平成20年） | 西幕下26枚目 6–1        | 西幕下10枚目 5–2        | 東幕下5枚目 3–4         | 東幕下10枚目 2–5            | 西幕下22枚目 4–3        | 東幕下15枚目 2–5            |
| 2009年 （平成21年） | 東幕下34枚目 5–2        | 東幕下20枚目 4–3        | 東幕下14枚目 5–2        | 東幕下7枚目 5–2             | 東幕下2枚目 3–4         | 東幕下7枚目 5–2             |
| 2010年 （平成22年） | 東幕下4枚目 4–3         | 西幕下筆頭 4–3          | 西十両13枚目 7–8        | 東十両14枚目 5–10           | 東幕下4枚目 3–4         | 東幕下7枚目 3–4             |
| 2011年 （平成23年） | 東幕下11枚目 6–1        | 八百長問題 により中止   | 西幕下2枚目 4–3         | 西十両8枚目 3–12            | 西幕下筆頭 5–2          | 西十両12枚目 8–7            |
| 2012年 （平成24年） | 西十両9枚目 6–9         | 西十両12枚目 10–5       | 西十両7枚目 6–9         | 東十両9枚目 9–6             | 東十両6枚目 6–9         | 西十両9枚目 8–7             |
| 2013年 （平成25年） | 西十両5枚目 9–6         | 東前頭16枚目 5–10       | 東十両3枚目 8–7         | 東十両2枚目 6–9             | 東十両6枚目 5–10        | 東十両9枚目 3–12            |
| 2014年 （平成26年） | 西幕下筆頭 1–6          | 西幕下21枚目 4–3        | 西幕下15枚目 2–5        | 東幕下30枚目 3–4            | 東幕下38枚目 5–2        | 東幕下23枚目 5–2            |
| 2015年 （平成27年） | 東幕下13枚目 5–2        | 西幕下5枚目 3–4         | 西幕下10枚目 3–4        | 東幕下16枚目 3–4            | 西幕下22枚目 4–3        | 西幕下15枚目 3–4            |
| 2016年 （平成28年） | 東幕下25枚目 2–5        | 西幕下44枚目 6–1        | 東幕下18枚目 2–5        | 東幕下37枚目 3–4            | 東幕下51枚目 5–2        | 西幕下36枚目 5–2            |
| 2017年 （平成29年） | 東幕下23枚目 2–5        | 西幕下40枚目 4–3        | 西幕下34枚目 優勝 7–0   | 西幕下3枚目 3–4             | 西幕下6枚目 2–5         | 東幕下16枚目 2–5            |
| 2018年 （平成30年） | 東幕下29枚目 5–2        | 西幕下15枚目 3–4        | 西幕下23枚目 引退 0–0–0 | x                           | x                       | x                           |
| 各欄の数字は、「勝ち-負け-休場」を示す。 優勝 引退 休場 十両 幕下 三賞：敢=敢闘賞、殊=殊勲賞、技=技能賞 その他：★=金星 番付階級：幕内 - 十両 - 幕下 - 三段目 - 序二段 - 序ノ口 幕内序列：横綱 - 大関 - 関脇 - 小結 - 前頭（「#数字」は各位内の序列） |                         |                         |                         |                             |                         |                             |

### 幕内対戦成績
| 力士名 | 勝数 | 負数 | 力士名   | 勝数 | 負数 | 力士名     | 勝数 | 負数 | 力士名 | 勝数 | 負数 |
| ------ | ---- | ---- | -------- | ---- | ---- | ---------- | ---- | ---- | ------ | ---- | ---- |
| 旭天鵬 | 0    | 1    | 磋牙司   | 1    | 0    | 佐田の富士 | 0    | 1    | 常幸龍 | 0    | 1    |
| 翔天狼 | 0    | 1    | 大道     | 0    | 1    | 宝富士     | 0    | 1    | 豪風   | 0    | 1    |
| 玉鷲   | 1    | 0    | 千代の国 | 1    | 0    | 舛ノ山     | 1    | 0    | 嘉風   | 0    | 1    |
| 若の里 | 0    | 1    |          |      |      |            |      |      |        |      |      |

## 改名歴
- 上林 義之（かんばやし よしゆき） 2004年3月場所 - 2011年7月場所
- 大岩戸 義之（おおいわと - ） 2011年9月場所 - 2018年5月場所